# Elsa Rendschmidt
Elsa Rendschmidt (11 de janeiro de 1886 – 9 de outubro de 1969) foi uma patinadora artística alemã. Ela conquistou uma medalha prata olímpica em 1908. Elsa foi a primeira mulher alemã a conquistar uma medalha de prata nas Olimpíadas de Londres, em 1908. Nascida em Berlin, Elsa Margarete Elisabeth Rendschmidt era filha de Max Rendschmidt e de Margarete Anna Marie Klippert.

## Principais resultados
| Resultados                                            | Resultados    | Resultados    | Resultados       | Resultados       | Resultados    | Resultados      | Resultados    | Resultados    | Resultados    | Resultados    | Resultados    | Resultados    |
| Internacional                                         | Internacional | Internacional | Internacional    | Internacional    | Internacional | Internacional   | Internacional | Internacional | Internacional | Internacional | Internacional | Internacional |
| Evento/Temporada                                      | 1905– 1906    | 1906– 1907    | 1907– 1908       |                  | 1909– 1910    | 1910– 1911      |               |               |               |               |               |               |
| ----------------------------------------------------- | ------------- | ------------- | ---------------- | ---------------- | ------------- | --------------- | ------------- | ------------- | ------------- | ------------- | ------------- | ------------- |
| Jogos Olímpicos                                       |               |               | Medalha de prata |                  |               |                 |               |               |               |               |               |               |
| Campeonato Mundial                                    | 4.ª           | 4.ª           | Medalha de prata | Medalha de prata |               |                 |               |               |               |               |               |               |
| Nacional                                              |               |               |                  |                  |               |                 |               |               |               |               |               |               |
| Campeonato Alemão                                     |               |               |                  |                  |               | Medalha de ouro |               |               |               |               |               |               |
|                                                       |               |               |                  |                  |               |                 |               |               |               |               |               |               |
| Legenda: Competição não foi disputada nesta temporada |               |               |                  |                  |               |                 |               |               |               |               |               |               |